# 1,4-Cineol
1,4-Cineol ist eine chemische Verbindung aus der Gruppe der bicyclischen Epoxy-Monoterpene.

## Vorkommen
1,4-Cineol kommt natürlich in Aprikosen, Orangen- und Grapefruitsaft, Limetten (Citrus aurantiifolia), Zitwerwurzeln (Curcuma zedoaria), Grünem Kardamom (Elettaria cardamomum), Roselle (Hibiscus sabdariffa), Muskatnuss, Wein, Kakao, Rosmarin, Sternanis (Illicium verum), Wacholder (Juniperus communis), Teebaum (Melaleuca alternifolia), Boldo (Peumus boldus), Kubeben-Pfeffer (Piper cubeba), Wasserpfeffer (Polygonum hydropiper) und weiteren Naturprodukten vor.

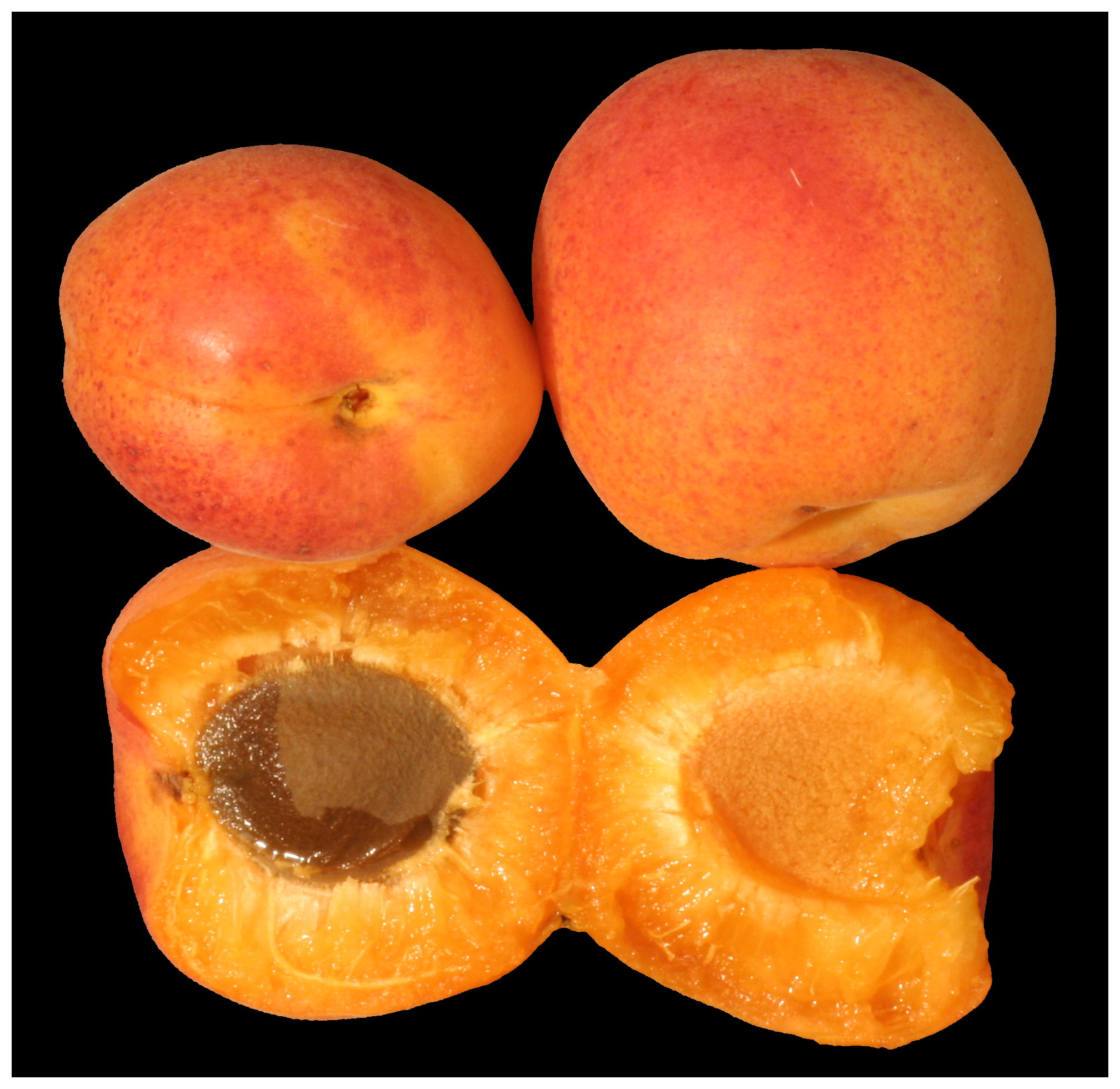
Aprikose
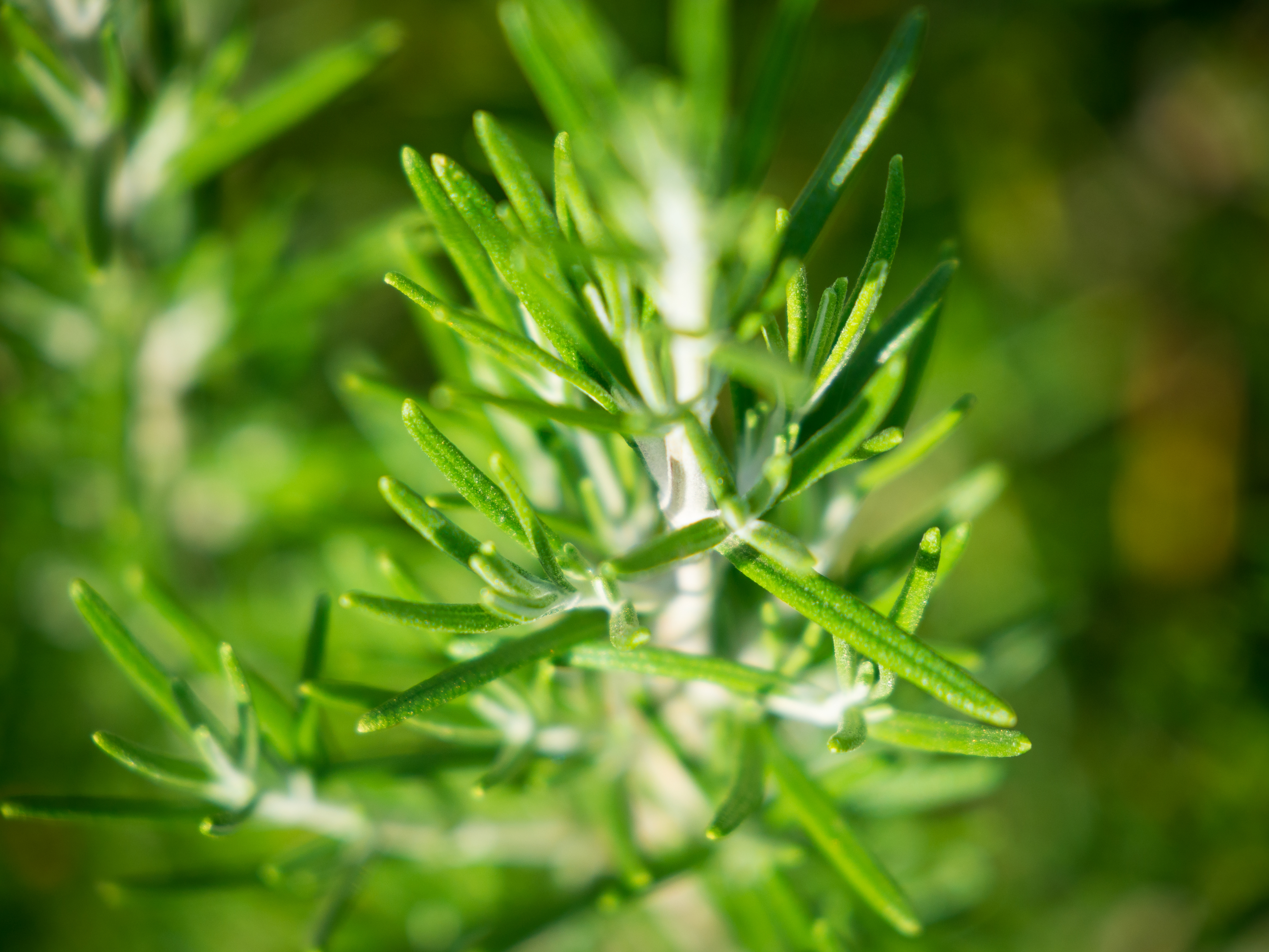
Rosmarin
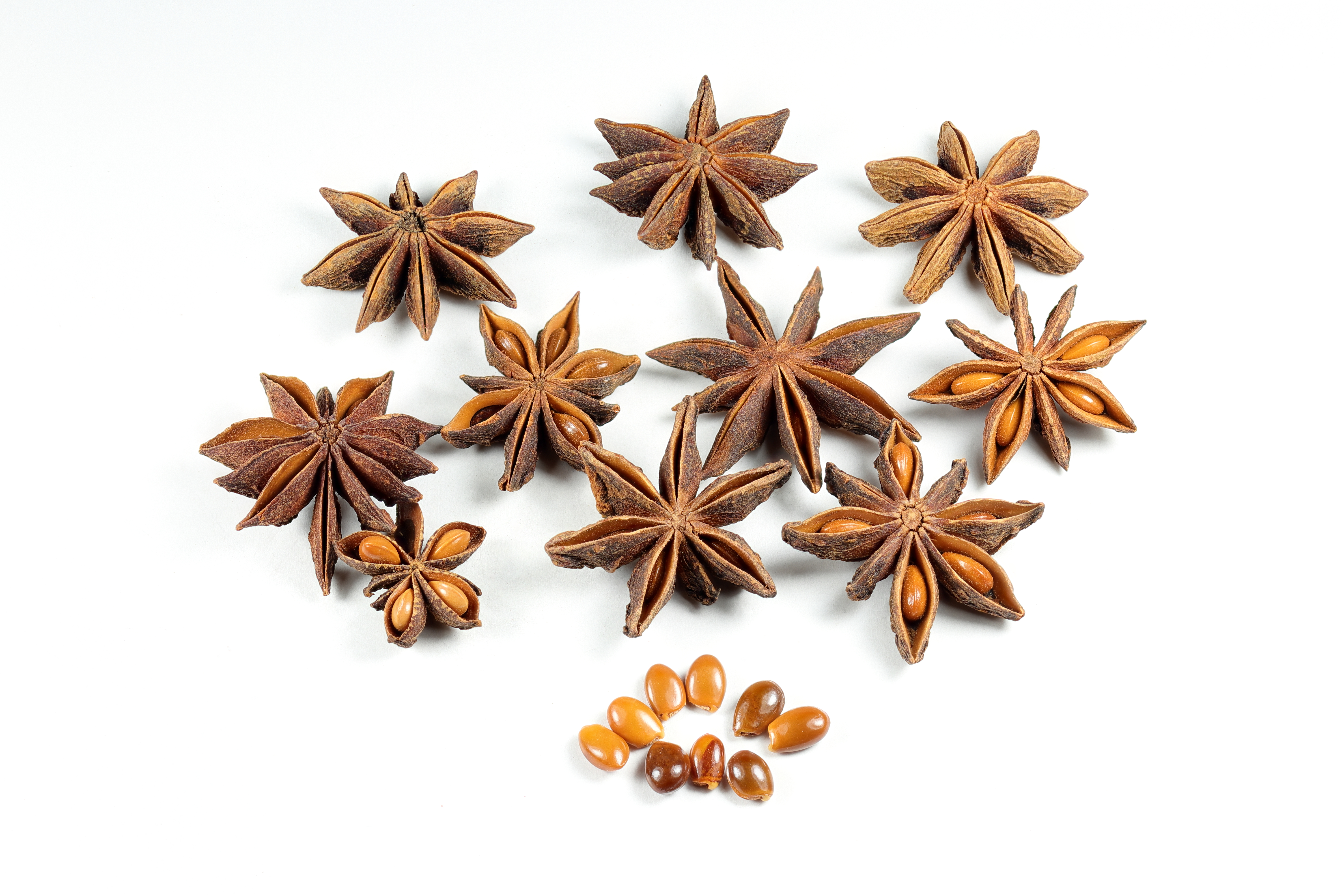
Sternanis
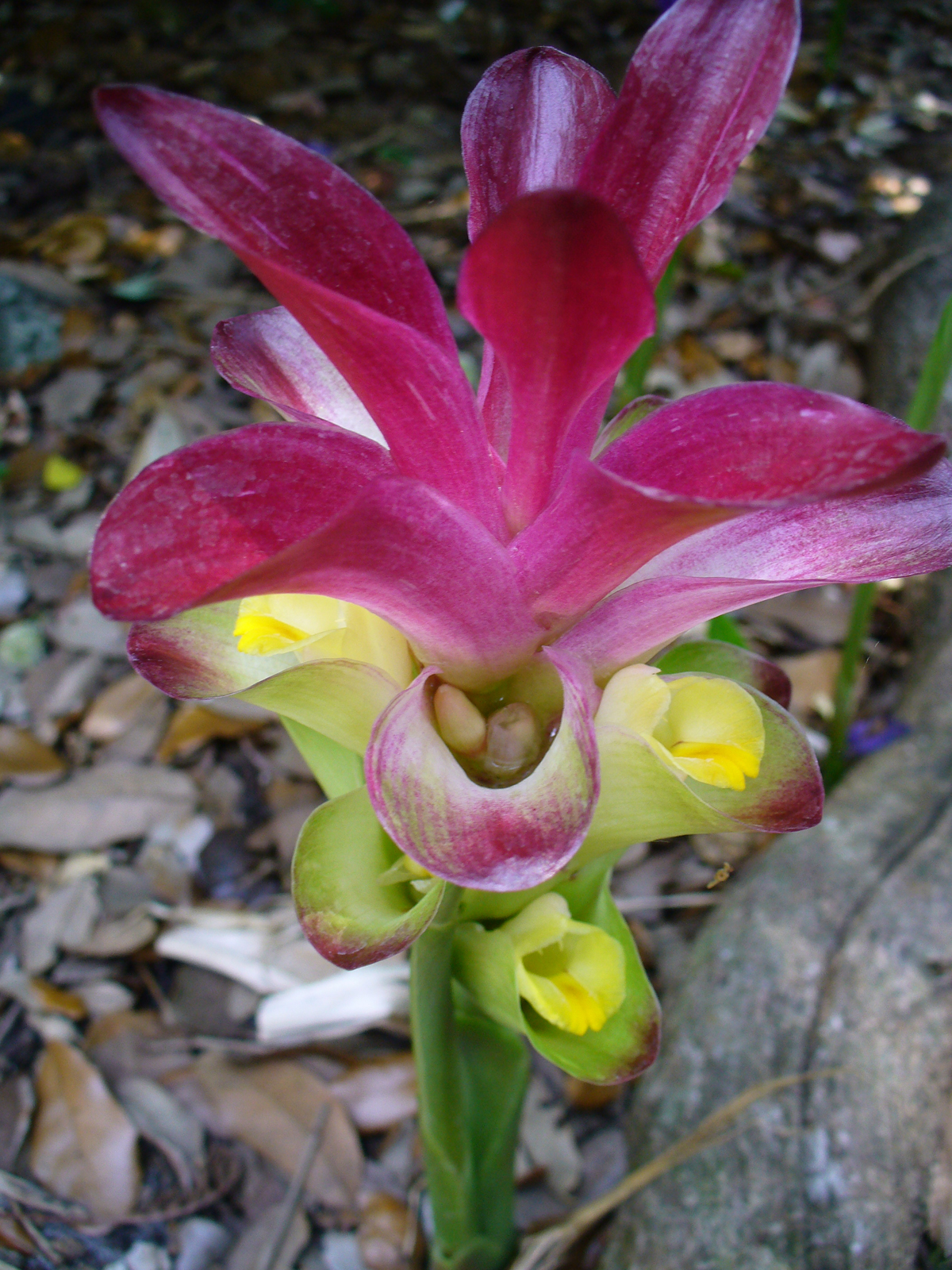
Zitwerwurzel

## Gewinnung und Darstellung

Struktur von 1,8-Cineol

1,4-Cineol kann als Gemisch mit 1,8-Cineol durch Reaktion von Isopren mit Schwefelsäure bei 30 °C gewonnen werden.
Es kann auch durch stufenweise Reduktion von Ascaridol dargestellt werden.

## Eigenschaften
1,4-Cineol ist eine farblose Flüssigkeit mit leichtem Geruch nach Campher, die praktisch unlöslich in Wasser ist.

## Verwendung
1,4-Cineol wird als Aromastoff verwendet.